# Patrick, a postás
A Patrick, a postás (a 3. évadtól Postás Pat), eredeti cím: Postman Pat 1981-től 2017-ig sugárzott angol televíziós bábfilmsorozat, amelyet Chris Taylor rendezett. A sorozat befejezése után készült még egy sorozat Eszes Jess címmel, amelyben a főszereplő Patrick macskája, Jess, aki ott már beszél is. Az Egyesült Királyságban a BBC One,  a BBC Two, a CBBC és a CBeebies vetítette, Magyarországon a Duna TV, a Minimax és az M2 sugározta. Az M2 jelnyelven is leadta, így ez az ország első jelnyelven leadott sorozata.

## Ismertető
Lancashire megyében egy Greendale nevű kis városban (az első két évadban falu) él  Patrick Clifton, aki egy szemüveges postás. Patrick a városban minden házhoz bekopog. Postás munkája során levelet, csomagokat, ajándékokat, üzeneteteket és örömeket is hoz a város minden lakójának, de néha Pancasterbe (Lancaster paródiája) is. A sorozat cselekménye rendkívül igényes, aprólékos és nagy sikere van a gyerekek körében. A sorozat történetei játékosak és tanulságosak is.

## Szereplők

### Felnőttek
- Patrick "Pat" Clifton – A főhős, egy postás, minden hajnalban elindulva felveszi a sok-sok levelet, és jól végzi a munkáját.
- Sara Clifton – Pat felesége, a kávézóban dolgozik Nishával, aki a legjobb barátnője.
- Mrs. Goggins (Goggins néni az első két évad) – Skót származású postamesternő, a posta és egyben a bolt vezetője, Pat főnöke. Van egy kutyája, Vidám, aki szeret Jess-szel játszani.
- Theodore "Ted" Glen – A város ezermestere, több gépet is kitalál, pl. fagyigép, mosó-válogatógép, de ezek helyes működésében Pat segít neki. Egy interjú szerint ő az egyik alkotó, Ivor Wood kedvenc karaktere.
- Alfred "Alf" Thompson – Farmer, szereti az egyenes beszédet, van egy traktora is, amit sokat használ.
- Dorothy Thompson – A farmer felesége, van egy birtokuk, ahol maguk termesztik a zöldségeket.
- Peter Timms tiszteletes – A városka széplelkű papja, gyakran van 1-1 bölcs mondása, jól emlékszik a városka történetére, hobbija a kertészkedés és a zenehallgatás.
- Julia Potigi – Szintén egy farmon él az ikreivel.
- Dr. Sylvia Gilbertson – A település orvosa, lánya Sarah. Shelby őrmester udvarol neki, titokban tangót táncol a rendelőben.
- Arthur Shelby – A kisváros rendőr őrmestere, a törvény szigorával lép fel, de végül senkit nem szokott megbüntetni. A lányával, Lucy-vel él a városban.
- Jeff Pringle – A kisváros tanára, a fia, Charley.
- Ajay Bains – Indiai származású vasutas, feleségével (Nishával), és gyerekeivel (Meerával és Nikhillel) él a városban
- Nisha – Ajay felesége, az állomás kávézójában dolgozik, szeret festeni.
- Michael Lam (a hatodik évadtól) – Mozgó boltot és könyvtárat vezet, áruval megrakott teherautójával időről időre körbejárja a várost. Hobbija a főzés és olvasás. Kissé bolondos, de melegszívű.
- Sam Waldron – Egy mozgó boltot vezet Pancastertől Greendale-ig, és Pat közeli barátja. Az első két évadban szerepelt, és a 3. évad 12. részében mint statiszta.
- Forbes őrnagy – Egy öreg katonai őrnagy. A 2. évad 11. részében kiderül, hogy egyszer hőlégballonnal Afrikában járt. Csak a második évadban szerepelt, de a mozifilmben visszatért.

### Gyerekek
- Tom – Potigi ikrek egyike, a greendale-i farmon él anyjával, Juliával és ikertestvérével, Kathy-vel.
- Katy – Tommy Potigi ikertestvére.
- Julian – Pat fia, kedvenc focicsapata a Pencaster United, legjobb barátja Meera.
- Charley – Jeff Pringle, a tanár fia, igen eszes, ért a műszaki dolgokhoz, Julian és Meera jó barátja.
- Sarah – Dr. Gilbertson lánya, Kotnyeles gyerek, mindig mindenkit csendre int az iskolában, legjobb barátja Lucy.
- Meera – Ajay, a vasutas lánya, Julian jó barátja, szereti a mozit és a popsztárokat.
- Lucy – Shelby őrmester lánya, gyönyörűen énekel, de félénk megmutatni.
- Bill – Thompsonék fia, mindig mindenben a legjobb akar lenni, de ez rendszerint nem sikerül neki. Ő a legidősebb az iskolás gyerekek között, s ha felnő, olyan akar lenni, mint az édesapja.

### Állatok
- Jess – Pat macskája, aki hajnalonta elkíséri őt, kedvenc étele a hal. A 4. évadban megismerkedik egy Vidám nevű kutyával, akivel nagyon szeret játszani. Jess egy kétszínű, fekete-fehér macska. Az Eszes Jess című sorozatban ő a történet főhőse, és beszélni is tud.
- Vidám (Pötyi az 5.évad ismétléseiben) – Mrs. Goggins kutyája és Jess legjobb barátja. Vidám egy westie. Nagyon szeret Jess-szel játszani és szaladgálni. Van egy kutyasípja, amely elég halk, de ő így is meghallja.
- Rosie – Alf kecskéje, nagyon falánk, a 3. évad 2. részében elszökött otthonról és útközben sok dolgot megrágott pl. Pat csomagjainak a címzetteit, Selby őrmester nadrágját stb.
- Cedric – Alf versenygalambja, sok helyről képes hazatalálni, de néha eltéved és rossz helyen köt ki. Néha üzenetet visz a Thompson farmra.
- Pötyi – Pringle-ék tengerimalaca, a 3. évad 18. részében "eltűnőművész" volt.
- Blugy – Shelby-ék aranyhala. A forgatás alatt őt számítógép segítségével alkották meg.
- Bess – Gilbertsonék macskája és Jess hasonmása. Jess-szel jóban van.

## Magyar hangok
Az eredeti változatban az első évadban Ken Barrie adta az összes hangot és ő volt a narrátor is. A második évadban Ken Barrie és Carole Boyd osztozott a hangokon: Barrie adta a férfi, Boyd pedig a női, illetve a gyerekhangokat (kivéve Dryden anyót, akit Barrie szólaltatott meg). A későbbi évadokban már több hang volt, pl. Janet James, Kulvinder Ghir, Archie Panjabi, Angela Griffin.
| Szereplő                  | Eredeti hang                                                          | Magyar hang                           | Magyar hang                                            |
| Szereplő                  | Eredeti hang                                                          | 1. magyar változat (Duna TV, Minimax) | 2. magyar változat (M2)                                |
| ------------------------- | --------------------------------------------------------------------- | ------------------------------------- | ------------------------------------------------------ |
| Patrick "Pat" Cifton      | Ken Barrie                                                            | Galbenisz Tomasz (3-5. évad)          | Helyey László (1-2. évad) Galbenisz Tomasz (3-5. évad) |
| Theodore "Ted" Glen       | Ken Barrie                                                            | Várday Zoltán (3-5. évad)             | Harsányi Gábor (1-2. évad) Várday Zoltán (3-5. évad)   |
| Peter Timms tiszteletes   | Ken Barrie                                                            | Pálfai Péter (3-5. évad)              | Makay Sándor (1-2. évad)                               |
| Arthur Shelby             | Ken Barrie                                                            | Csuha Lajos (3-5. évad)               | Csuha Lajos (3-5. évad)                                |
| Alfred "Alf" Thompson     | Ken Barrie                                                            | Rudas István (3-5. évad)              | ?                                                      |
| Jeffrey "Jeff" Pringle    | Ken Barrie                                                            | Bogdán László (3-5. évad)             | Bogdán László (3-5. évad)                              |
| Samuel "Sam" Waldron      | Ken Barrie                                                            | ?                                     | ?                                                      |
| Peter Fogg                | Ken Barrie                                                            | ?                                     | Seszták Szabolcs                                       |
| Jess                      | Mellissa Sinden (3-5. évad)                                           | eredeti hangján                       | eredeti hangján                                        |
| Sara Clifton              | Carole Boyd                                                           | ?                                     | ?                                                      |
| Julian Clifton            | Carole Boyd (2. évad) Janet James (3-5. évad)                         | ?                                     | Boldog Gábor (3-5. évad)                               |
| Mrs. Goggins              | Ken Barrie (1. évad) Carole Boyd (2-5. évad)                          | ?                                     | ?                                                      |
| Vidám/Pötyi               | Mellissa Sinden                                                       | eredeti hangján                       | eredeti hangján                                        |
| Pötyi                     | Mellissa Sinden                                                       | eredeti hangján                       | eredeti hangján                                        |
| Charles "Charlie" Pringle | Ken Barrie (1. évad) Carole Boyd (2-5. évad)                          | ?                                     | ?                                                      |
| William "Bill" Thompson   | Ken Barrie (1. évad) Carole Boyd (2. évad) Kulvinder Ghir (3-5. évad) | ?                                     | Molnár Levente (3-5. évad)                             |
| Ajay Bains                | Kulvinder Ghir                                                        | Háda János                            | Háda János                                             |
| Nisha Bains               | Archie Panjabi                                                        | ? (uaz)                               | ? (uaz)                                                |
| Meera Bains               | Archie Panjabi                                                        | ?                                     | ?                                                      |
| Amy Wrigglesworth         | Angela Griffin                                                        | ?                                     | ?                                                      |
| Narrátor                  | Ken Barrie (1-2.évad)                                                 | ?                                     | Bozai József (1-2.évad)                                |

További magyar hangok (1. magyar változat): Dene Tamás, Sz. Nagy Ildikó, Borza Ákos, Kardos Lili, Kardos Bence, Ullmann Zsuzsa
További magyar hangok (2. magyar változat): Gyimesi Pálma, Csizmadia Gabriella, Dögei Éva, Hamvas Dániel, Csuha Bori, Szabó Zselyke,
Főcímdal: Csuha Lajos (3. évadtól)

## Epizódok
|                          | Évad        | Epizódok | Eredeti sugárzás          | Eredeti sugárzás        | Magyar sugárzás          | Magyar sugárzás     |
| Eredeti sugárzás kezdete | Évad        | Epizódok | Eredeti sugárzás fináléja | Magyar sugárzás kezdete | Magyar sugárzás fináléja |                     |
| ------------------------ | ----------- | -------- | ------------------------- | ----------------------- | ------------------------ | ------------------- |
|                          | 1           | 13       | 1981. szeptember 16.      | 1982. szeptember 27.    | 1999. december 12.       | 2000. március 2.    |
|                          | 2           | 13       | 1997. április 10.         | 1997. szeptember 8.     | 1999.                    | 1999.               |
|                          | 3           | 26       | 2004. szeptember 7.       | 2004. oktober 14.       | 2004 és 2011 között      | 2004 és 2011 között |
|                          | 4           | 26       | 2006. február 27.         | 2006. május 10.         | 2006 és 2013 között      | 2004 és 2013 között |
|                          | 5           | 28       | 2007. április             | 2007. december 24.      | 2007 és 2013 között      | 2007 és 2013 között |
|                          | különrészek | 12       | 1990. október 15          | 2006. október 2.        | ?                        | ?                   |

### 1. évad (1981-1982)
|     |     | Eredeti cím                    | Magyar cím                    | Eredeti premier      | Magyar premier (Duna televízió) |
| --- | --- | ------------------------------ | ----------------------------- | -------------------- | ------------------------------- |
| 1.  | 1.  | Postman Pat's Finding Day      | Az elveszett tárgyak napja    | 1981. szeptember 16. | 1999. december 12.              |
| 2.  | 2.  | Postman Pat and the Magpie Hen | A tolvaj tyúkok               | 1981. szeptember 23. | 1999. december 19.              |
| 3.  | 3.  | Postman Pat's Birthday         | Patrick születésnapja         | 1981. szeptember 30. | 1999. december 20.              |
| 4.  | 4.  | Pat's Rainy Day                | Egy esős nap                  | 1981. október 7.     | 1999. december 27.              |
| 5.  | 5.  | The Sheep in the Clover Field  | Az elszabadult nyáj           | 1981. október 14.    | 2000. január 9.                 |
| 6.  | 6.  | Pat's Tractor Express          | A traktorexpressz             | 1981. október 21     | 2000. január 16.                |
| 7.  | 7.  | Pat's Thirsty Day              | Egy szomjas nap Greendale-ben | 1981. október 28.    | 2000. január 23.                |
| 8.  | 8.  | Pat's Windy Day                | Szeles nap Greendale-ben      | 1981. november 4.    | 2000. január 30.                |
| 9.  | 9.  | Pat's Foggy Day                | Ködös nap Greendale-ben       | 1982. március 3.     | 2000. február 6.                |
| 10. | 10. | Pat's Difficult Day            | Nehéz nap Greendale-ben       | 1982. szeptember 6.  | 2000. február 13.               |
| 11. | 11. | Pat Goes Sledging              | Patrick szánkózik             | 1982. március 10.    | 2000. február 20.               |
| 12. | 12. | Letters on Ice                 | Levelek a jégen               | 1982. szeptember 20. | 2000. február 27.               |
| 13. | 13. | Pat Takes a Massage            | Patrick üzenetet ad át        | 1982. szeptember 27. | 2000. március 2.                |

### 2. évad (1997)
|     |     | Eredeti cím                            | Magyar cím                     | Eredeti premier     | Magyar premier (Duna televízió) |
| --- | --- | -------------------------------------- | ------------------------------ | ------------------- | ------------------------------- |
| 14. | 1.  | Postman Pat and the Hole in the Road   | Kátyú az országúton            | 1997. április 3.    | 1999.                           |
| 15. | 2.  | Postman Pat and the Suit of Armour     | A páncél                       | 1997. április 10.   | 1999.                           |
| 16. | 3.  | Postman Pat in a Muddle                | Patrick bajba kerül            | 1997. április 17.   | 1999.                           |
| 17. | 4.  | Postman Pat Misses the Show            | Patrick lekési a versenyt      | 1997. április 24.   | 1999.                           |
| 18  | 5.  | Postman Pat Follows a Trail            | Patrick, a nyomkereső          | 1997. május 1.      | 1999.                           |
| 19. | 6.  | Postman Pat Has the Best Village       | Verseny a legszebb falu címért | 1997.május 8.       | 1999.                           |
| 20. | 7.  | Postman Pat Paints the Ceiling         | Patrick, a szobafestő          | 1997. május 15.     | 1999.                           |
| 21. | 8.  | Postman Pat Has Too Many Parcels       | A csomagküldő szolgálat        | 1997. május 22.     | 1999.                           |
| 22. | 9.  | Postman Pat and the Big Surprise       | Patrick és a meglepetés        | 1997. május 29.     | 1999.                           |
| 23. | 10. | Postman Pat and the Robot              | Patrick és a robot             | 1997. június 5.     | 1999.                           |
| 24. | 11. | Postman Pat Takes Flight               | Patrick Greendale fölött       | 1997. szeptember 1. | 1999.                           |
| 25. | 12. | Postman Pat and the Beast of Greendale | A Greendale-i szörny           | 1997. szeptember 5. | 1999.                           |
| 26. | 13. | Postman Pat and the Mystery Tour       | A varázslatos utazás           | 1997. szeptember 8. | 1999.                           |

### 3. évad (2004)
|    |     | Eredeti cím                              | Magyar cím                                | Eredeti premier      | Magyar premier (Minimax) |
| -- | --- | ---------------------------------------- | ----------------------------------------- | -------------------- | ------------------------ |
| 27 | 1.  | Postman Pat and the Runaway Kite         | Postás Pat és az elszabadult sárkány      | 2004. szeptember 7.  | 2004 és 2011 között      |
| 28 | 2.  | Postman Pat and the Hungry Goat          | Postás Pat és az éhes kecske              | 2004. szeptember 8.  | 2004 és 2011 között      |
| 29 | 3.  | Postman Pat and the Ice Cream Machine    | Postás Pat és a fagyigép                  | 2004. szeptember 9.  | 2004 és 2011 között      |
| 30 | 4.  | Postman Pat and the Great Greendale Race | Postás Pat és a nagy greendale-i verseny  | 2004. szeptember 10. | 2004 és 2011 között      |
| 31 | 5.  | Postman Pat and the Jumble Sale          | Postás Pat és a zsibvásár                 | 2004. szeptember 14. | 2004 és 2011 között      |
| 32 | 6.  | Postman Pat the Magician                 | Postás Pat, a varázsló                    | 2004. szeptember 15. | 2004 és 2011 között      |
| 33 | 7.  | Postman Pat and the Spotty Situation     | Postás Pat és a bárányhimlőjárvány        | 2004. szeptember 16. | 2004 és 2011 között      |
| 34 | 8.  | Postman Pat and the Greendale Movie      | Postás Pat és a Greendale-film            | 2004. szeptember 17. | 2004 és 2011 között      |
| 35 | 9.  | Postman Pat Goes Football Crazy          | Postás Pat és a futballőrület             | 2004. szeptember 21. | 2004 és 2011 között      |
| 36 | 10. | Postman Pat's Pigeon Post                | Postás Pat galambpostája                  | 2004. szeptember 22. | 2004 és 2011 között      |
| 37 | 11. | Postman Pat and a Job Well Done          | Postás Pat és a jól elvégzett munka       | 2004. szeptember 23. | 2004 és 2011 között      |
| 38 | 12. | Postman Pat and the Green Rabbit         | Postás Pat és a zöld nyuszi               | 2004. szeptember 24. | 2004 és 2011 között      |
| 39 | 13. | Postman Pat and the Big Butterflies      | Postás Pat és a nagy pillangók            | 2004. szeptember 27. | 2004 és 2011 között      |
| 40 | 14. | Postman Pat and the Troublesome Train    | Postás Pat és a rakoncátlan vonat         | 2004. szeptember 28. | 2004 és 2011 között      |
| 41 | 15. | Postman Pat and the Flying Saucers       | Postás Pat és a repülő csészealjak        | 2004. szeptember 29. | 2004 és 2011 között      |
| 42 | 16. | Postman Pat at the Seaside               | Postás Pat a tengerparton                 | 2004. szeptember 30. | 2004 és 2011 között      |
| 43 | 17. | Postman Pat and the Job Swap Day         | Postás Pat és a fordított nap             | 2004. oktober 1.     | 2004 és 2011 között      |
| 44 | 18. | Postman Pat's Disappearing Dotty         | Postás Pat és Pötyi, az eltűnőművész      | 2004. oktober 4.     | 2004 és 2011 között      |
| 45 | 19. | Postman Pat's Popstars                   | Postás Pat és a popsztárok                | 2004. oktober 5.     | 2004 és 2011 között      |
| 46 | 20. | Postman Pat and the Great Dinosaur Hunt  | Postás Pat és a nagy dinoszauruszvadászat | 2004. oktober 6.     | 2004 és 2011 között      |
| 47 | 21. | Postman Pat and the Spooky Sleepover     | Postás Pat és a félelmetes buli           | 2004. oktober 7.     | 2004 és 2011 között      |
| 48 | 22. | Postman Pat and the Midsummer Market     | Postás Pat és a nyári vásár               | 2004. oktober 8.     | 2004 és 2011 között      |
| 49 | 23. | Postman Pat and the Train Inspector      | Postás Pat és a vonatellenőr              | 2004. oktober 11.    | 2004 és 2011 között      |
| 50 | 24. | Postman Pat and the Ice Ladder           | Postás Pat és a jéglétra                  | 2004. oktober 12.    | 2004 és 2011 között      |
| 51 | 25  | Postman Pat and the Rocket Rescue        | Postás Pat és a Rakéta megmentése         | 2004. oktober 13.    | 2004 és 2011 között      |
| 52 | 26. | Postman Pat's Perfect Painting           | Postás Pat és a tökéletes festmény        | 2004. okotber 14.    | 2004 és 2011 között      |

### 4. évad (2006)
|     |     | Eredeti cím                              | Magyar cím                              | Eredeti premier   | Magyar premier (Minimax) |
| --- | --- | ---------------------------------------- | --------------------------------------- | ----------------- | ------------------------ |
| 53. | 1.  | Postman Pat and the Big Balloon Ride     | Postás Pat és a hölégballon kaland      | 2006. február 27. | 2006 és 2013 között      |
| 54. | 2.  | Postman Pat and the Surprise Present     | Postás Pat és a születésnapi meglepetés | 2006. február 28. | 2006 és 2013 között      |
| 55. | 3.  | Postman Pat and the Perfect Pizza        | Postás Pat és a tökéletes pizza         | 2006. március 1.  | 2006 és 2013 között      |
| 56. | 4.  | Postman Pat and the Spring Dance         | Postás Pat és a tavaszi tánc            | 2006. március 2.  | 2006 és 2013 között      |
| 57. | 5.  | Postman Pat and the Thunderstorm         | Postás Pat és a vihar                   | 2006. március 3.  | 2006 és 2013 között      |
| 58. | 6.  | Postman Pat and the Fancy Dress Party    | ?                                       | 2006. március 21. | 2006 és 2013 között      |
| 59. | 7.  | Postman Pat and the Playful Pets         | Postás Pat és a rakoncátlan állatok     | 2006. március 6.  | 2006 és 2013 között      |
| 60. | 8.  | Postman Pat and the Pink Slippers        | Postás Pat és a rózsaszín papucs        | 2006. március 7.  | 2006 és 2013 között      |
| 61. | 9.  | Postman Pat and the Runaway Train        | Postás Pat és a szökevény vonat         | 2006. március 8.  | 2006 és 2013 között      |
| 62. | 10. | Postman Pat and the Pets Show            | Postás Pat és az állatkiállitás         | 2006. március 9.  | 2006 és 2013 között      |
| 63. | 11. | Postman Pat's Pied Piper                 | Postás Pat, a patkányfogó               | 2006. március 13. | 2006 és 2013 között      |
| 64. | 12. | Postman Pat's Wild West Rescue           | Postás Pat és vadnyugati méntűakció     | 2006. március 10. | 2006 és 2013 között      |
| 65. | 13. | Postman Pat and the Tricky Transport Day | Postás Pat és a kalandos kézbesités     | 2006. március 14. | 2006 és 2013 között      |
| 66. | 14. | Postman Pat's Radio Greendale            | Postás Pat és a Greendale rádió         | 2006. március 15. | 2006 és 2013 között      |
| 67. | 15. | Postman Pat and the Secret Superhero     | ?                                       | 2006. március 16. | 2006 és 2013 között      |
| 68. | 16. | Postman Pat Goes Undercover              | ?                                       | 2006. március 17. | 2006 és 2013 között      |
| 69. | 17. | Postman Pat and the Bowling Buddies      | ?                                       | 2006. március 20. | 2006 és 2013 között      |
| 70. | 18. | Postman Pat and the Magic Lamp           | ?                                       | 2006. március 22. | 2006 és 2013 között      |
| 71. | 19. | Postman Pat and the Sneaky Sheep         | ?                                       | 2006. március 23. | 2006 és 2013 között      |
| 72. | 20. | Postman Pat's Island Shipwrecks          | ?                                       | 2006. március 24. | 2006 és 2013 között      |
| 73. | 21. | Postman Pat and the Grand Custrad Race   | ?                                       | 2006. március 27. | 2006 és 2013 között      |
| 74. | 22. | Postman Pat and the Lucky Escape         | Postás Pat és a szerencsés megmenekülés | 2006. március 28. | 2006 és 2013 között      |
| 75. | 23. | Postman Pat and the Pot Luck Picnic      | ?                                       | 2006. március 29. | 2006 és 2013 között      |
| 76. | 24. | Postman Pat and the Record Breaking Day  | ?                                       | 2006. március 30. | 2006 és 2013 között      |
| 77. | 25. | Postman Pat's Missing Things             | ?                                       | 2006. március 31. | 2006 és 2013 között      |
| 78. | 26. | Postman Pat and the Fyling post          | Postás Pat és a repülő posta            | 2006. május 10.   | 2006 és 2013 között      |

### 5. évad (2007)
|      |     | Eredeti cím                               | Magyar cím                            | Eredeti premier    | Magyar premier (Minimax) |
| ---- | --- | ----------------------------------------- | ------------------------------------- | ------------------ | ------------------------ |
| 79.  | 1.  | Postman Pat and the Bollywood Dance       | ?                                     | 2007. április 16.  | 2007 és 2013 között      |
| 80.  | 2.  | Postman Pat and the Stolen Srawberries    | Postás Pat és a lopott eper           | 2007. április 17.  | 2007 és 2013 között      |
| 81.  | 3.  | Postman Pat and the Pot of Gold           | Postás Pat és az arannyal teli üst    | 2007. április 18.  | 2007 és 2013 között      |
| 82.  | 4.  | Postman Pat and the Greendale Knights     | ?                                     | 2007. április 19.  | 2007 és 2013 között      |
| 83.  | 5.  | Potsman Pat and the Fantastic Feats       | ?                                     | 2007. április 20.  | 2007 és 2013 között      |
| 84.  | 6.  | Postman Pat Gest Stuck                    | Postás Pat, a fa foglya               | 2007. április 23.  | 2007 és 2013 között      |
| 85.  | 7.  | Postman Pat and the Incredible Inventions | Postás Pat és az elképesztő találmány | 2007. április 24.  | 2007 és 2013 között      |
| 86.  | 8.  | Postman Pat and the Go-Kart Race          | Postás Pat és a gokart verseny        | 2007. április 25.  | 2007 és 2013 között      |
| 87.  | 9.  | Postman Pat's Pet Rescue                  | ?                                     | 2007. április 26.  | 2007 és 2013 között      |
| 88.  | 10. | Postman Pat's Pony Post                   | ?                                     | 2007. április 27.  | 2007 és 2013 között      |
| 89.  | 11. | Postman Pat's Clifftop Adventure          | ?                                     | 2007. május 21.    | 2007 és 2013 között      |
| 90.  | 12. | Postman Pat and the Lost Property         | ?                                     | 2007. május 22.    | 2007 és 2013 között      |
| 91.  | 13. | Postman Pat and the Talking Cat           | ?                                     | 2007. május 23.    | 2007 és 2013 között      |
| 92.  | 14. | Postman Pat and the Hededog Hideaway      | Postás Pat és a süni rejtély          | 2007. május 24.    | 2007 és 2013 között      |
| 93.  | 15. | Postman Pat Never Gives Up                | Postás Pat sosem adja fel             | 2007. május 25.    | 2007 és 2013 között      |
| 94.  | 16. | Postman Pat and the Double Disguise       | ?                                     | 2007. május 28.    | 2007 és 2013 között      |
| 95.  | 17. | Postman Pat's Cat Calamity                | ?                                     | 2007. május 29.    | 2007 és 2013 között      |
| 96.  | 18. | Postman Pat and the Popular Policeman     | ?                                     | 2007. május 30.    | 2007 és 2013 között      |
| 97.  | 19. | Postman Pat's Noisy Day                   | ?                                     | 2007. május 31.    | 2007 és 2013 között      |
| 98.  | 20. | Postman Pat and the Disappearing Bear     | ?                                     | 2007. május 7.     | 2007 és 2013 között      |
| 99.  | 21. | Postman Pat and the Cranky Cows           | Postás Pat és a nyűgös tehenek        | 2007. május 8.     | 2007 és 2013 között      |
| 100. | 22. | Postman Pat and the Big Boat Adventure    | Postás Pat és a nagy hajókaland       | 2007. május 9.     | 2007 és 2013 között      |
| 101. | 23. | Postman Pat's Holiday Hobbies             | Postás Pat hobbit keres               | 2007. május 10.    | 2007 és 2013 között      |
| 102. | 24. | Postman Pat and the Grumby Pony           | Postás Pat és a morcos póni           | 2007. május 11.    | 2007 és 2013 között      |
| 103. | 25. | Postman Pat's Fun Run                     | Postás Pat és a futóverseny           | 2007. május 14.    | 2007 és 2013 között      |
| 104. | 26. | Postman Pat's Spy Mission                 | ?                                     | 2007. május 15.    | 2007 és 2013 között      |
| 105. | 27. | Postman Pat's Ice'Capade                  | Postás Pat és a jéggaliba             | 2007. október 17.  | 2007 és 2013 között      |
| 106. | 28. | Postman Pat's Christmas Eve               | ?                                     | 2007. december 24. | 2007 és 2013 között      |